# 7468 Anfimov
7468 Anfimov eller 1990 UP11 är en asteroid i huvudbältet som upptäcktes den 17 oktober 1990 av den ryska astronomen Ljudmila Tjernych vid Krims astrofysiska observatorium på Krim. Den är uppkallad efter Nikolaj Anfimov.
Asteroiden har en diameter på ungefär tio kilometer. Den tillhör och har givit namn åt asteroidgruppen Anfimov.